# Artur Baumgarten-Crusius
Karl Artur Baumgarten-Crusius (* 29. November 1858 in Meißen; † 15. April 1932) war ein sächsischer Generalmajor und Militärschriftsteller.

## Leben
Baumgarten-Crusius war Sohn des Bezirksgerichtsrats Baumgarten-Crusius. Sein Großvater war der Direktor der Fürstenschule St. Afra in Meißen, Karl Wilhelm Baumgarten-Crusius. Ein Bruder war der Kommissionsrat Walter Baumgarten-Crusius. Er besuchte ab 1872 bis 1878 die Fürstenschule St. Afra in Meißen Er und trat 1878 in die sächsische Armee ein und wurde noch im selben Jahre zum Fähnrich ernannt. 1879 wurde er zum Leutnant befördert. In den folgenden Jahren wurde er 1887 zum Oberleutnant, 1892 zum Hauptmann und 1901 zum Major befördert. Er wurde am 22. September 1906 zum Oberstleutnant ernannt und bis 1908 mit der Führung der Unteroffizierschule und Unteroffiziervorschule beauftragt. Nach Beförderung zum Oberst am 23. März 1910 diente er noch als Kommandeur des 8. Infanterie-Regiment "Prinz Johann Georg" Nr. 107 und wurde am 11. Juli 1910 unter Genehmigung seines Abschiedsgesuches zur Disposition gestellt. Er war zwar völlig mit seinem gewählten Beruf zufrieden, wollte aber mehr von der Welt sehen. Die nächsten Jahre verbrachte er so auf Reisen, so unter anderem auch Besichtigungen der damaligen Schlachtfelder des Russisch-Japanischen Krieges.
Nach Ausbruch des Ersten Weltkrieges wurde Baumgarten-Crusius reaktiviert und wurde Kommandeur des von ihm aufgestellten Leipziger Studentenregiment, dem Reserve-Infanterie-Regiment 245, und führte dieses bei der Schlacht von Ypern. Er wurde bei dieser Schlacht aber schwer verwundet und nahm den Rest des Krieges an verschiedenen Stellungen, größtenteils an der Westfront, teil. Er nahm als Generalmajor seinen Abschied aus dem aktiven Dienst.
Baumgarten-Crusius war seit 1885 mit der Sudetendeutschen Helene Redlhammer verheiratet.

## Werke
- Die Sachsen 1812 in Russland . Nach Tagebüchern von Mitkämpfern. 1912
- Die Russenfeldzüge des Generalfeldmarschalls v. Hindenburg 1914 und 1915. 1916
- Die Marneschlacht 1914: Insbesondere Auf Der Front Der Deutschen Dritten Armee. 1919
- Sachsen in großer Zeit Band II: Geschichte der Sachsen im Weltkrieg (Kriegsjahre 1914 und 1915). Akademische Buchhandlung R. Max Lippold, Leipzig, 1920
- Sachsen in großer Zeit, Band III: Geschichte der Sachsen im Weltkrieg. 1920
- Deutsche Heerführung im Marnefeldzug, 1914; Beiträge zur Beurteilung der Schuldfrage. 1921
- Das Kgl. Sächs. 11. Infanterie-Regiment Nr. 139. 1927
- Das 2. Kgl. Sächs. Husaren-Regiment Nr. 19 "Kronprinz Wilhelm des Deutschen Reiches und von Preußen". 1930
- Die Rakete als Weltfriedenstaube. 1931